# Nesogobius greeni
 Nesogobius greeni es una especie de peces de la familia de los Gobiidae en el orden de los Perciformes.

## Morfología
Los machos pueden llegar a alcanzar los 3,1 cm de longitud total y las  hembras 2,95.

## Hábitat
Es un pez de Mar í, de clima subtropical y demersal que vive entre 0-8 m de profundidad.

## Distribución geográfica
Se encuentra en Australia: desde Merimbula (Nueva Gales del Sur) hasta Australia Meridional, incluyendo Tasmania y  Victoria.

## Observaciones
Es inofensivo para los humanos. 